# Openbare dronkenschap

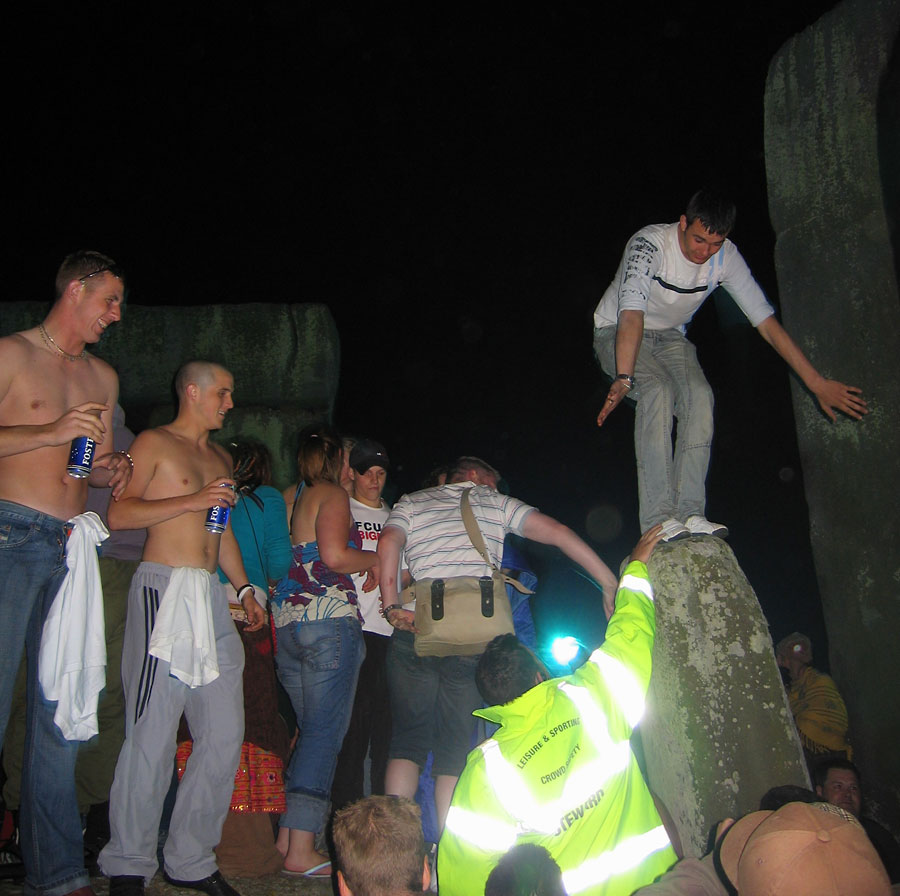
Baldadig gedrag onder invloed van alcohol

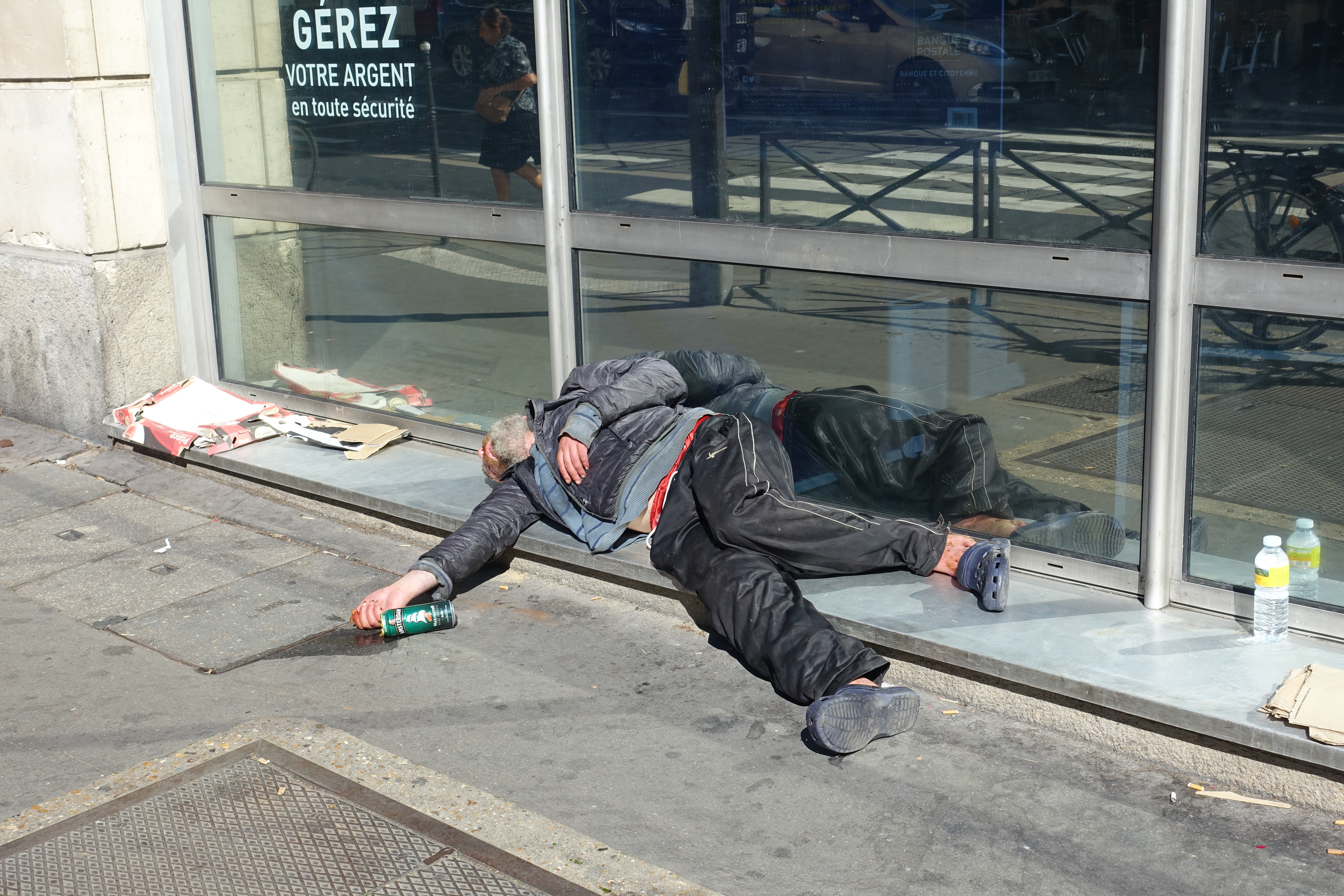
Verregaande staat van dronkenschap in de openbare ruimte

Openbare dronkenschap is het strafbaar feit dat iemand pleegt die in het openbaar in staat van dronkenschap verkeert.
Dit feit mag niet verward worden met alcohol in het verkeer. Wie te veel gedronken heeft om te mogen rijden verkeert daarom nog niet in staat van dronkenschap.

## Europees Nederland
In het Europese deel van Nederland is openbare dronkenschap strafbaar gesteld in artikel 430b (tot 1 juli 2024 artikel 453, als overtreding betreffende de zeden) van het Wetboek van Strafrecht als overtredingen betreffende de openbare orde.
Strafbaar is hij die "zich in kennelijke staat van dronkenschap op de openbare weg bevindt". Deze strafbare gedraging kent de volgende maximumstraf: een hechtenis van ten hoogste twaalf dagen of een geldboete van de eerste categorie. Een geldboete van de eerste categorie kan (in 2018) maximaal 415 euro bedragen.
Parallel naast de strafbepaling van openbare dronkenschap van artikel 430b WvSr staat de strafbepaling van artikel 426 WvSr. Deze bepaling stelt strafbaar hij die "in staat van dronkenschap verkeert, hetzij in het openbaar het verkeer belemmert of de orde verstoort, hetzij eens anders veiligheid bedreigt, hetzij enige handeling verricht waarbij, tot voorkoming van gevaar voor leven of gezondheid van derden, bijzondere omzichtigheid of voorzorgen worden vereist."
De gedachte achter de strafbaarstelling van artikel 430b WvSr is dat dergelijk gedrag aanstootgevend is. De gedachte achter de strafbaarstelling van artikel 426 WvSr is dat dergelijk gedrag overlast/gevaar veroorzaakt.
Meestal wordt niet vervolgd op basis van artikel 430b WvSr, omdat de politie vaak voldoende heeft aan andere delicten die de overlastgever veroorzaakt, zoals vernieling, baldadigheid of mishandeling. En een dronken persoon die geen overlast veroorzaakt zal door de politie zo veel mogelijk met rust gelaten worden. Meestal worden dronkaards pas opgepakt of beboet wanneer ze daadwerkelijk overlast veroorzaken (voldoen aan de delictsomschrijving van artikel 426 Sr).
Vaak betreft dit burengerucht, of het op straat hinderen van verkeer of lastigvallen van anderen. De politie kan dan, na een waarschuwing, besluiten de dronkaard in een cel zijn roes te laten uitslapen, of hem, indien hij nog enigszins aanspreekbaar is, een boete opleggen.
Zie ook verbod op het drinken van alcoholische dranken en het bij zich hebben van een aangebroken verpakking.

### Openbare plek
Een belangrijk puntje van 426 WvSR is dat ook overlast op een openbare plek telt. Dit hoeft niet, zoals sommigen misschien denken, op de openbare weg te zijn. Dit kan elke plek zijn waar mensen mogen gaan en staan, bijvoorbeeld een bioscoop, café, winkel of bus.

### Recidive
Als een persoon, na een eerder en onherroepelijk vonnis, binnen twee jaar nog een keer wordt betrapt en veroordeeld, dan kan deze een gevangenisstraf krijgen van ten hoogste twee weken of een geldboete van de tweede categorie (maximaal € 2800).

## Caribisch Nederland
In het Caribisch Nederland is openbare dronkenschap strafbaar gesteld in artikel 474 van het Wetboek van Strafrecht BES.
Strafbaar is hij die "zich in kenlijken staat van dronkenschap op den openbaren weg bevindt". Deze strafbare gedraging kent de volgende maximumstraf: een geldboete van de eerste categorie. Een geldboete van de eerste categorie kan (in 2010) maximaal 280 dollar bedragen.
Als een persoon, na een eerder en onherroepelijk vonnis, binnen één jaar nog een keer wordt betrapt en veroordeeld voor dit feit of het feit in art. 442 (zie hieronder), dan kan deze worden veroordeeld tot een hechtenis van maximaal drie dagen of een geldboete van de eerste categorie. Bij een tweede herhaling binnen jaar wordt een persoon veroordeeld tot een hechtenis van maximaal twee weken. Bij een derde of volgende herhaling binnen een jaar, kan een hechtenis van maximaal drie maanden worden opgelegd.
Parallel naast de strafbepaling van openbare dronkenschap van artikel 474 WvSr BES staat de strafbepaling van artikel 442 WvSr BES. Deze bepaling stelt strafbaar hij die "in staat van dronkenschap verkeert, hetzij in het openbaar het verkeer belemmert of de orde verstoort, hetzij eens anders veiligheid bedreigt, hetzij eenige handeling verricht waarbij, tot voorkoming van gevaar voor leven of gezondheid van derden, bijzondere omzichtigheid of voorzorgen worden vereischt." De overtreder kan worden veroordeeld met een hechtenis van ten hoogste zes dagen en of een geldboete van de eerste categorie.
Als een persoon, na een eerder en onherroepelijk vonnis, binnen één jaar nog een keer wordt betrapt en veroordeeld voor dit feit of het feit in art. 474, wordt de overtreder veroordeeld tot een hechtenis van maximaal twee weken.
De gedachte achter de strafbaarstelling van artikel 474 WvSr BES is dat dergelijk gedrag aanstootgevend is. De gedachte achter de strafbaarstelling van artikel 442 WvSr BES is dat dergelijk gedrag overlast/gevaar veroorzaakt.

## België
In België wordt openbare dronkenschap strafbaar gesteld door de Besluitwet betreffende de beteugeling van de dronkenschap, afgekondigd op 14 november 1939. Het eerste artikel daarvan bepaalt: "Hij die in een openbare plaats in staat van dronkenschap wordt bevonden, wordt gestraft: voor de eerste inbreuk, met geldboete van 15 tot 25 frank; in geval van herhaling binnen een jaar na de eerste veroordeeling, met geldboete van 26 tot 50 frank; in geval van nieuwe herhaling binnen een jaar na de tweede veroordeeling, met gevangenisstraf van acht dagen tot een maand en met geldboete van 50 frank tot 100 frank. Bovendien, in de bij de vorige paragraaf bedoelde gevallen, kan de delinquent, indien hij wanorde, schandaal, of voor een ander of voor hem zelf gevaar veroorzaakt, in het gemeentelijk huis van bewaring of in de veiligheidskamer van de rijkswacht opgesloten worden gedurende ten minste twee uren en ten hoogste twaalf uren. Hij ontvangt, indien zijn toestand zulks vereischt, de noodige geneeskundige zorg." Deze besluitwet is bekend omadat hij "in de voornaamste zaal van alle herbergen, koffiehuizen en andere drankslijterijen" moet worden opgehangen.